# San José del Rincón (Santa Fe)
San José del Rincón è un comune argentino, situato nel dipartimento di La Capital, in provincia di Santa Fe.

## Geografia
San José del Rincón si sviluppa lungo un lembo di terra compreso tra la laguna Setúbal, ad ovest, e il fiume Colastiné, un ramo minore del Paraná, ad est. La cittadina, che forma parte dell'area metropolitana santafesina, è situata a 15 km ad est del capoluogo provinciale.

## Storia
Il primo documento che cita la località risale al 7 dicembre 1580. Nel 1823 fu eretta la chiesa parrocchiale, dando così il via allo sviluppo del moderno abitato.
Il 23 maggio 2013 è stata elevata allo status di città per decisione del governo provinciale.

## Monumenti e luoghi d'interesse
- Chiesa di Nostra Signora del Carmine

## Cultura

### Istruzione

#### Musei
- Museo della Costa